# Yyteri

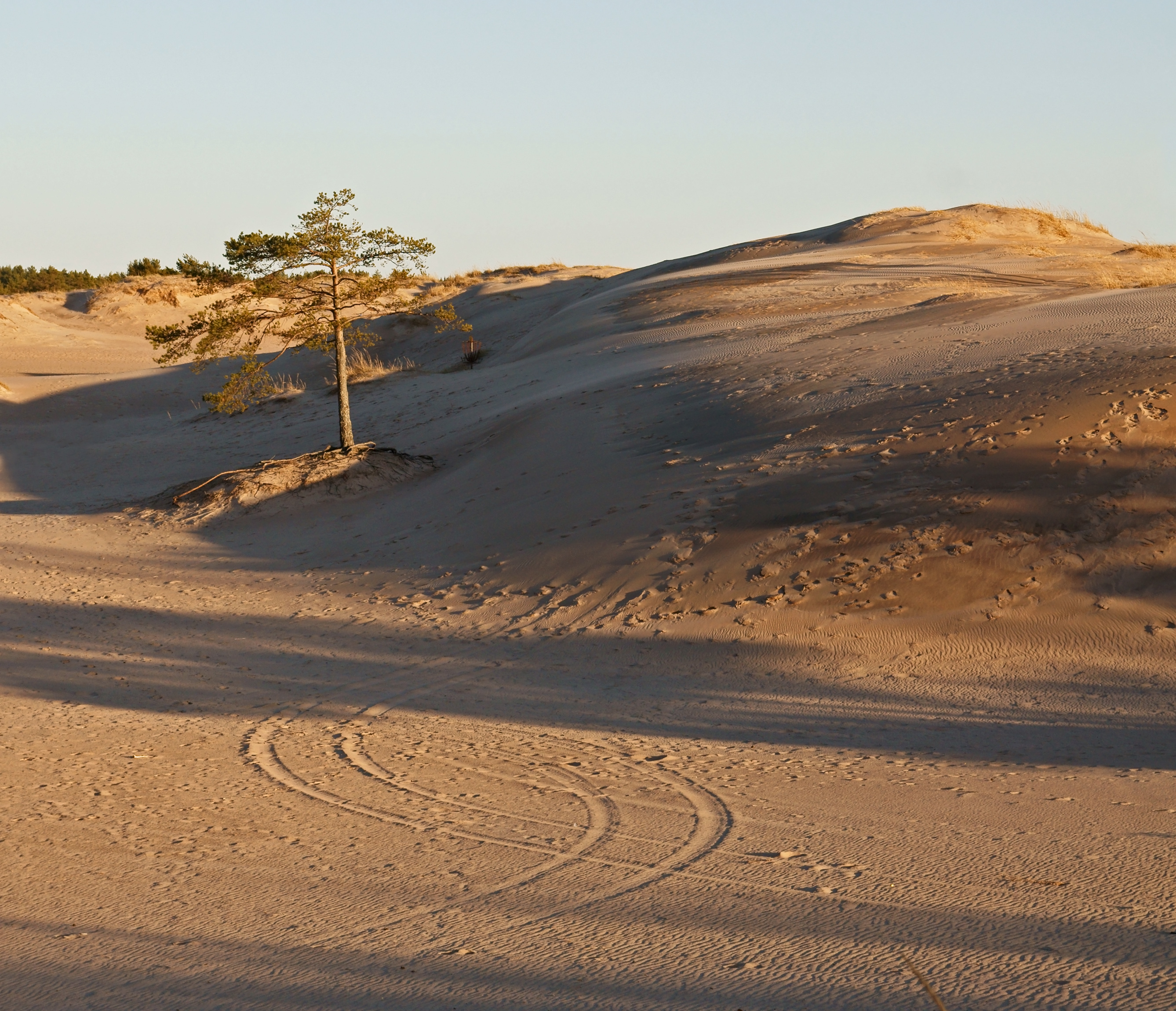
Vista de las Dunas del lugar

Yyteri (en sueco: Ytterö) es un distrito en la ciudad de Pori, en el país europeo de Finlandia.
Yyteri se encuentra a unos 17 kilómetros (11 millas) de distancia del centro de Pori, bordeando el Mar Báltico. Yyteri no es un distrito urbano, sino que es sobre todo un lugar de vacaciones. 
Yyteri es más famosa por su playa, que se extiende por cerca de seis kilómetros, y es muy popular entre los habitantes locales y gente de otras partes de Finlandia.